# Lijst van Belgische filosofen
Dit is een lijst van Belgische filosofen met een artikel op de Nederlandstalige Wikipedia.

## A
- Leo Apostel (1925 - 1995)

## B
- Tinneke Beeckman (1976)
- Jean Paul Van Bendegem (1953)
- Gerard Bodifée (1946)
- Maarten Boudry (1984)
- Johan Braeckman (1965)
- Henri Johan Frans Willem Brugmans (1884 - 1961)

## C
- Françoise Collin (1928 - 2012)
- Ronald Commers (1946)

## D
- Herman De Dijn (1943)
- Georges Dwelshauvers (1866 - 1937)
- Ignaas Devisch (1970)

## E
- Hugo Van den Enden (1938 - 2007)

## F
- Leopold Flam (1912 - 1995)

## G
- Alicja Gescinska (1981)

## H
- Joseph Haumont (1783 - 1848)
- Gilbert Hottois (1946)

## I
- Luce Irigaray (1930)

## K
- Jaap Kruithof (1929 - 2009)

## L
- Jean Ladrière (1921 - 2007)
- Max Lamberty (1893 - 1975)
- Dieter Lesage (1966)
- Bleri Lleshi (1981)

## M
- Guido Maertens (1929 - 2002)
- Joseph Maréchal (1878 - 1944)
- Patricia De Martelaere (1957 - 2009)
- Freddy Mortier (1958)

## P
- Chaïm Perelman (1912 - 1984)
- Ben Pirard (1946 - 2022)
- Charles Potvin (1818 - 1902)
- Georges Poulet (1902 - 1999)
- Ilya Prigogine (1917 - 2003)

## S
- Johan Sanctorum (1954)
- Désiré Scheltens (1919-2009)
- Dirk De Schutter (1954)
- Ann Van Sevenant (1959)
- Isabelle Stengers (1949)
- Johan Stuy (1953)

## T
- Armand Thiéry (1868 - 1955)
- Tim Trachet (1958)

## V
- Guido Vanheeswijck (1955)
- Antoon Vandevelde (1952)
- Jan Van der Veken (1932)
- Gerard Verbeke (1910 - 2001)
- Dirk Verhofstadt (1955)
- Etienne Vermeersch (1934 - 2019)

## W
- Alphonse De Waelhens (1911 - 1981)
- Michel Weber (1963)
- Max Wildiers (1904 - 1996)
- Eleutherius Winance (1909 - 2009)